# Magdalo Mussio
Magdalo Mussio (Volterra, 23 luglio 1925 – Civitanova Marche, 12 agosto 2006) è stato un artista e grafico italiano.

## Biografia

### Infanzia e giovinezza
Magdalo Mussio nacque a Volterra nel 1925. Dopo aver compiuto gli studi di Architettura, intraprese gli studi accademici a Firenze, dove si diplomò in scenografia alla Accademia di belle arti con una tesi su I canovacci e la scenografia della commedia dell'arte. Formatosi così in ambito prevalentemente teatrale, Mussio passa ben presto alla riflessione sul cinema d'animazione e d'artista. Negli anni successivi infatti frequentò il Centro Sperimentale di Cinematografia di Roma al fianco dell'illustratore e autore Antonio Rubino, da cui il giovane Mussio riprenderà lo stile surreale e quel bloccarsi delle forme animate in una posa quasi fatta di un incanto instabile. Ed è su questi primi approcci che Mussio costruirà in seguito il suo Theatro dei Segni su cui si basa la sua pittura.

### 1955-1959: le sue prime esposizioni
Fu così del 1955 la sua prima mostra alla Galleria L'Indiano di Firenze con la presentazione di Giuseppe Ungaretti e che fu poi presentata a Parigi grazie all'assegnazione del Premio Viareggio.
Fu poi della fine degli anni '50 il suo trasferimento a Montréal, dove collabora con il regista Norman McLaren presso il National Film Board of Canada, con un percorso simile a un altro artista della sua generazione, Cioni Carpi. Negli anni successivi si sposta negli Stati Uniti, in Inghilterra e in Francia dove apprese le tecniche della grafica, occupandosi di teatro, editoria e cinema.

### I '60: Mussio ed il Gruppo 63
A inizio anni '60 Mussio entra a pieno titolo nel mondo della sperimentazione visiva e letteraria che girava attorno alle nuove correnti come la poesia visuale e a nuove forme di editoria e grafica. Attratto dal mondo milanese tornò in Italia dove nel 1962 gira il film breve I ragazzi di Terezin con la produzione della Lerici, con cui avvia in seguito una lunga collaborazione realizzando grafiche e illustrazioni per le copertine dei libri. Arrivarono così i primi riconoscimenti nel campo dell'editoria che lo videro prima diventare dirigente delle copertine per la Lerici, poi, assieme a Germano Celant, nella redazione di Marcatré diretta da Eugenio Battisti.
Nel 1967 espone alla Galleria Masnata-Trentalance di Genova e alla Galleria civica d'arte moderna e contemporanea di Torino. È poi del 1968 la curatela della collana Marcalibri e l'ideazione grafica delle riviste Città spazio che vedeva il sottotitolo Mensile di urbanistica e pianificazione del territorio, Tropico. Materiali di azione e ricerca d'avanguardia e Senza margine. Contestazione estetica e azione politica. Furono di questo periodo gli incontri in ambito lavorativo con Sylvano Bussotti, Maurizio Calvesi, Umberto Eco, Roberto Leydi, Pietro Gamacchio, Vito Pandolfi, Edoardo Sanguineti e altri, entrando così nel pieno del fermento della neoavanguardia italiana che tanto prese ispirazione dall'opera di Luciano Anceschi e dal convegno di Palermo da cui nacque il Gruppo 63. E proprio del Gruppo 63, Marcatré fu la rivista di riferimento.
Sempre nel 1968 pubblicò poi alcuni importanti libri d'artista come Il Fastidio delle Parole e In pratica. Nel campo cinematografico curò i titoli e le grafiche di Fuoco! di Gian Vittorio Baldi e produsse con la Corona Cinematografica di Elio Gagliardo il film The golden Kidney bean. In questi anni rimane poi attivo anche nel mondo del teatro curando le scenografie di Majakovskij e compagni alla rivoluzione d'Ottobre di Carlo Quartucci che esordì al Teatro Alfieri di Torino nel 1967 e lavora alle grafiche del teatro Belli di Roma. Fu poi nel 1968 che si trovò, durante una residenza Berkeley presso l'Università della California, a prender parte alle rivolte studentesche legate al Free Speech Movement, raccontata in seguito come "una epopea in cui arte e vita incrociavano i loro destini".

### 1970-1979: La poesia visuale e La Nuova Foglio
L'inizio degli anni '70 vide un grande incremento delle attività espositive di Magdalo Mussio. Nel 1972 partecipa alla mostra Italian Visual Poetry al Finch College Museum di New York e nel 1976 Parola, Immagine, Oggetto curata da Giorgio De Marchis all'Istituto Italiano di cultura di Tokio. La sua attività artistica consisteva nella fusione di pittura, scrittura e poesia, in collage che sono "lacerti di vissuto, brandelli di memoria, faville di cultura, schegge di passato", tesi al ricongiungimento di arte e cultura, ampliando il campo d'azione al maggior numero di discipline possibili, incrociandole e rendendone labili i confini in un processo di "disgregazione del linguaggio nei processi di straniamento, la rilevanza del significante a scapito del significato, in cui si condensano tutte le contraddizioni della società di massa".
Intanto nel 1970 aveva pubblicato un altro libro d'artista dal titolo Praticabile per memoria concreta e negli anni a seguire lasciò la Lerici per curare la Collana d'arte contemporanea della Fantini editore, per poi trasferirsi a Pollenza nelle Marche dove gli viene offerto il ruolo di direttore artistico presso la casa editrice La Nuova Foglio di Giorgio Cegna, specializzata in pubblicazioni preziose, libri d'artista e opere di grafica in serie limitate. La casa editrice diviene così, sempre più, un punto di riferimento nazionale per la ricerca artistica con residenze di artisti come Remo Brindisi, Lisetta Carmi, Claudio Parmiggiani, Luca Maria Patella, Julio Le Parc, Édouard Pignon, Félix Labisse, Arman, Carmelo Bene e molti altri. Un rapporto privilegiato viene poi tessuto con gli artisti Emilio Vedova e Guillaume Corneille del gruppo CO.BR.A..
Intanto nel 1972 aveva vinto il Nastro d'argento con l'animazione Il potere del drago (Corona Cinematografica, 1971) e aveva poi realizzato Il reale dissoluto (Pegaso Audiovisiva, 1972) e Umanomeno (Corona Cinematografica, 1973), che vedeva la colonna sonora con musiche dei Pink Floyd. Molti poi i volumi pubblicati come autore: "Il corpo certo o il luogo di una perdita (1975), Scritture (1975), Memoria artificiale (1978), Il numero dimenticato (1978), L'immagine dell'immagine (1978). Nel 1976 aveva intanto avviato un lungo sodalizio con la Galleria Il Falconiere di Falconara fondata da Alfio Vico, con una mostra intitolata Scrittura come percezione estetica.
Sul finire degli anni '70 divenne docente all'Accademia di belle arti di Macerata con una cattedra in Tecniche dell'incisione.

### Gli anni '80
Nel 1986 partecipò all'undicesima Quadriennale di Roma.

### Gli anni '90
Nel suo percorso in ambito accademico riuscì a creare iniziative che coinvolsero a vario titolo artisti, intellettuali e studenti come ad esempio nella redazione di Brogliacci, un giornale temporaneo che rispondesse alle proteste del movimento studentesco della Pantera durante l'occupazione del gennaio del 1990. Nella rivista comparivano contributi importanti di intellettuali che allora animavano la realtà maceratese come Giorgio Agamben, Alberto Garutti, Dario Evola, Giorgio Marangoni e Stefano Lucinato.

## Mostre principali

### Personali
- 1955: Galleria L'Indiano, Firenze
- 1978: Magdalo Mussio. Memoria artificiale, Galleria L'Indiano. Firenze
- 1980: Magdalo Mussio. Ad personam, Galleria del Falconiere. Ancona
- 1987: Magdalo Mussio. Artescittura, Accademia di belle arti di Macerata. Macerata.
- 1991: Magdalo Mussio. Opere, Università di Camerino. Camerino.
- 1991: Magdalo Mussio. Un cartografo amanuense, Pinacoteca civica. Macerata.
- 1997: Charta. Magdalo Mussio, Palazzo Ricci. Macerata.
- 1999: Magdalo Mussio. Scritture, Palazzo Ducale/Sala del Diritto. Camerino.
- 2001: Impressioni, Pressioni, Printing Museum Tokio. Tokio.

### Collettive
- 1967: Galleria Masnata-Trentalance. Genova
- 1967: Galleria civica d'arte moderna e contemporanea. Torino
- 1972: Galleria Centoforme. Milano
- 1972: Italian Visual Poetry, al Finch College Museum. New York
- 1976: Parola, Immagine, Oggetto, curata da Giorgio De Marchis all'Istituto Italiano di cultura. Tokio
- 1976: Scrittura come percezione estetica, Galleria del Falconiere. Senigallia
- 1977: La forma della scrittura, GAM. Bologna
- 1978: Università di Sydney, War memoria gallery. Sydney
- 1978: National Gallery of Victoria. Melbourne
- 1978: Identitè italienne: l'Art en italie depuis 1959, Centro Georges Pompidou. Parigi
- 1997: Museo d'arte moderna e contemporanea di Trento e Rovereto

## Pubblicazioni
Il suo interesse per un'espressione artistica che coinvolga immagine e parola si concretizzò in una serie di libri, pubblicati a partire dal 1968, tra i quali: In pratica (Lerici, 1968), Praticabile per memoria concreta (Lerici, 1970), Il corpo certo o il luogo di una perdita (Nuova Foglio, 1975), Scritture (Nuova Foglio, 1977).

## Filmografia parziale

### Regia
- 1962: I ragazzi di Terezin
- 1971: Il potere del drago (35mm, colore, Corona Cinematografica)
- 1972: l reale dissoluto (35mm, colore, Pegaso Audiovisiva)
- 1973: Umanomeno (35mm, colore, Corona Cinematografica)
- 1974: Il fagiolo d’oro  (colore, Corona Cinematografica)

### Scenografie e grafiche
- 1968: Fuoco! di Gian Vittorio Baldi